# Meyer & Beck Handels KG
Die Meyer & Beck Handels KG war ein 1985 gegründetes Unternehmen, das vor allem auf Lebensmittel spezialisiert war. Das Unternehmen entstand nach einem Zusammenschluss der zuvor konkurrierenden Unternehmen Meyer und Beck. Die Tochtergesellschaft der Dr. Oetker GmbH hatte vor allem in Berlin und Brandenburg Filialen unter dem Namen MEYER BECK, die Ende 2004 entweder geschlossen oder an die Mema Handelsgesellschaft & Co.KG übergegangen waren. Inzwischen wurde das Nachfolgeunternehmen ebenfalls aufgelöst und ein Teil der ehemaligen MEYER BECK-Filialen zum 1. September 2008 an die Kaiser’s Tengelmann GmbH weiterverkauft. Diese wiederum zog sich zum Ende des Jahres 2016 aus dem Lebensmittel-Markt zurück und verkaufte die Filialen an Edeka weiter, die die Filialen mit Konkurrent Rewe unter sich aufteilte.
Die Zentrale des Unternehmens war in der Montanstraße 8–16 in Berlin-Reinickendorf.

## Geschichte

### Vorgeschichte

#### Meyer vor 1985

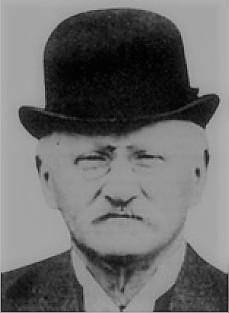
Firmengründer Hermann Meyer, Anfang des 20. Jahrhunderts

Aktie über 100 RM der Robert Melchers AG vom Oktober 1942

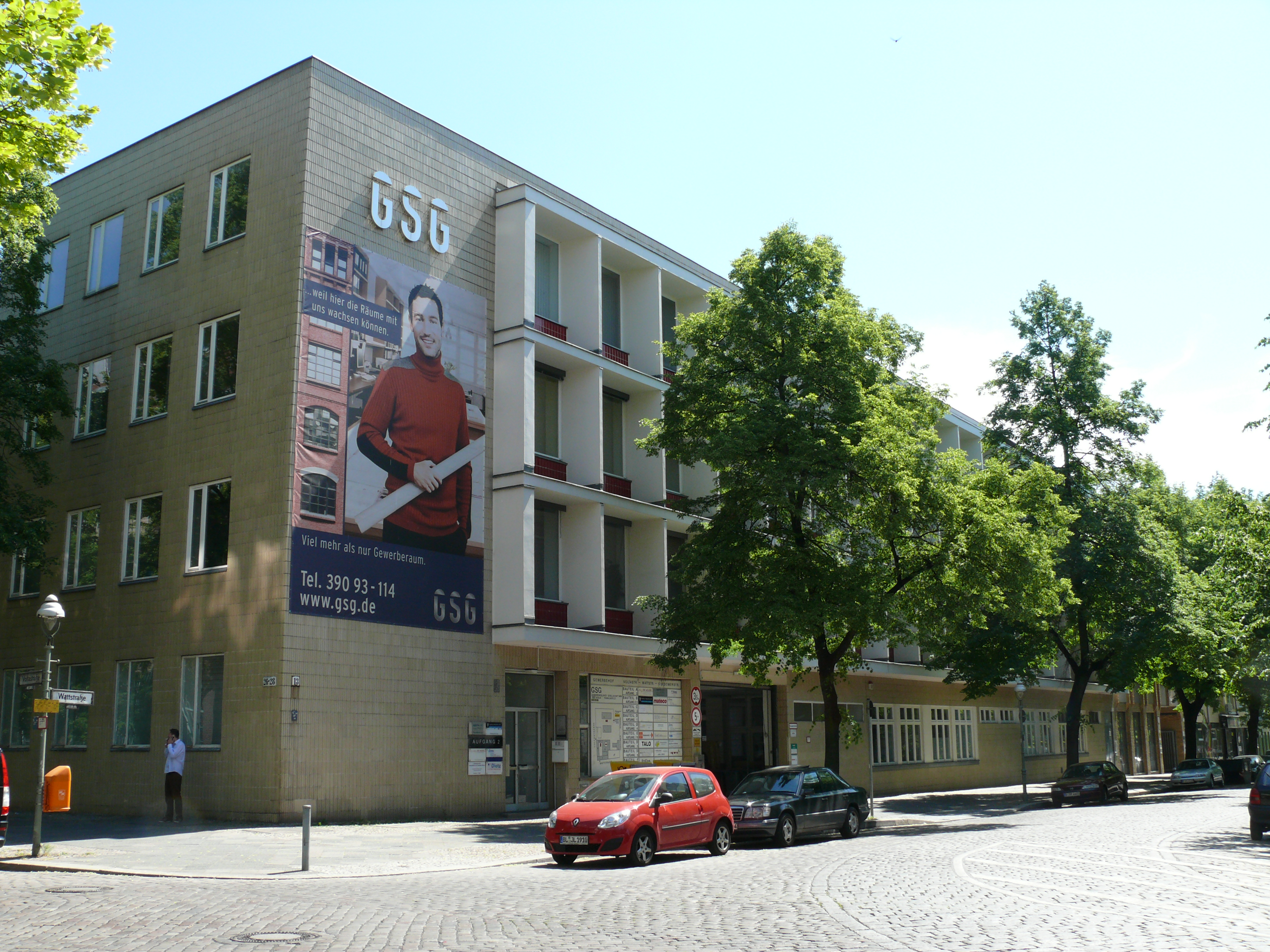
Ehemalige Firmenzentrale in der Wattstraße in Gesundbrunnen

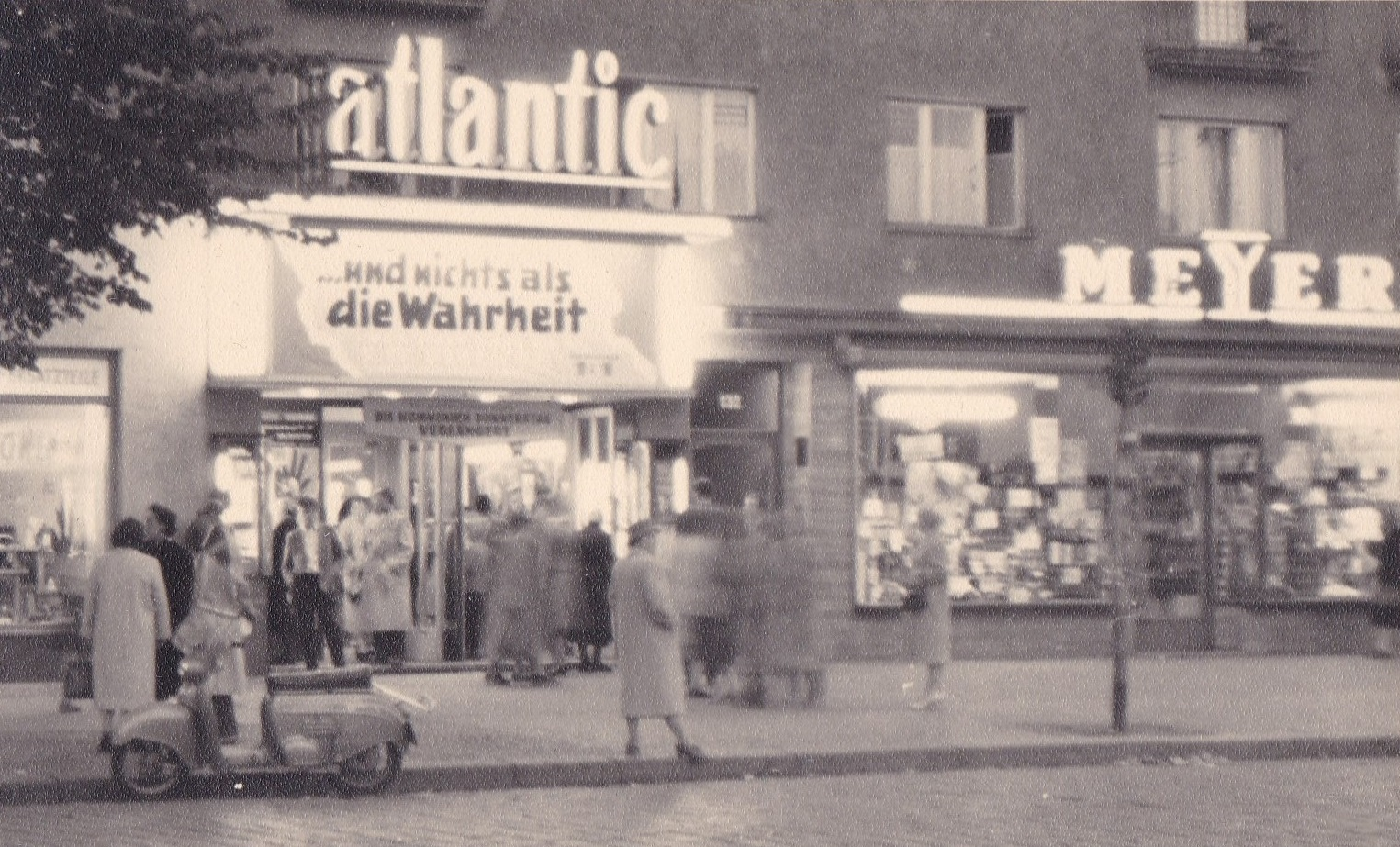
Eine Meyer-Filiale in der Berlin-Weddinger Brunnenstraße, Ende der 1950er Jahre

Die Firma Hermann Meyer & Co. KG wurde am 29. Januar 1890 von dem Kaufmann Hermann Meyer (1846–1913) gegründet.
Vor allem während des Ersten Weltkriegs hatte die chemische Industrie großen Bedarf an Spiritus, was dem Unternehmen einerseits große Gewinne bescherte. Andererseits war die Versorgungslage mit Obst im „Steckrübenwinter“ kriegsbedingt so schlecht, dass man in der Produktionsstätte in der Fruchtstraße 79 dazu überging, Marmelade aus Kohlrüben herzustellen.
Nach dem Ersten Weltkrieg erweiterte die Gesellschaft ihr Angebot um Lebensmittel, Kaffee und Zigaretten. Die Läden zogen aus dem Souterrain ins Erdgeschoss, die Flächen wurden vergrößert, die Dekorationen vierwöchentlich geändert.
Bereits am 12. November 1928 hatte die nationalsozialistische Berliner Zeitung Der Angriff gegen den „jüdischen Trust Meyer“ gehetzt. Dass der 1913 verstorbene Firmengründer Hermann Meyer und zwei seiner Teilhaber Juden waren, spielte ansonsten aber vor 1933 keine große Rolle. Nach der Errichtung der NS-Diktatur zunehmend antisemitischen Angriffen ausgesetzt und mit anderen als „typisch jüdisch“ diffamierten Firmen zum „Totengräber des deutschen Volkes“ abgestempelt, wurde die Firma bis 1938 „arisiert“, also aus antisemitischen Motiven enteignet. Unter der Führung von Robert Melchers (* 30. Dezember 1889), Delegierter des Aufsichtsrates, wurde die AG am 20. Oktober 1936 „arisiert“ und 1941 in „Robert Melchers AG“ umbenannt.
Der Standort Wattstraße 11–12 in Gesundbrunnen wurde im November 1943 bei einem alliierten Luftangriff zu 85 Prozent zerstört.
Nach dem Zweiten Weltkrieg schaffte die Firma Meyer in den Berliner Westsektoren unter ihrem alten Namen ein Comeback. Im Oktober 1945 wurde die „Robert Melchers AG“ in „Meyer“ zurück benannt. Mit Mitteln aus dem Marshallplan entstanden eine neue große Brennerei sowie ein neues Verwaltungsgebäude in der Wattstraße von dem Architekten Paul Schwebes. Meyer wandelte sich zum reinen Lebensmittelgeschäft.
In Ost-Berlin und in der Sowjetischen Besatzungszone wurden Meyers Einrichtungen enteignet.
1953 wurde in der Steglitzer Schloßstraße der erste Berliner SB-Supermarkt eröffnet, der zweite SB-Markt folgte nur einen Monat später in Berlin-Moabit. Die Eröffnung des ersten SB-Marktes wurde mit „Jeder Einkauf ein Vergnügen; zwanglos wählen; kein Warten.“ angepriesen. Bis 1965 wurden 92 der damaligen 120 Filialen in West-Berlin auf dieses System umgestellt. Die Hermann Meyer & Co. KG, die einst vor allem für Spirituosen stand, wurde 1959 an Dr. Oetker verkauft. Im Jahr 1977 zog Meyer in die Montanstraße in Reinickendorf.

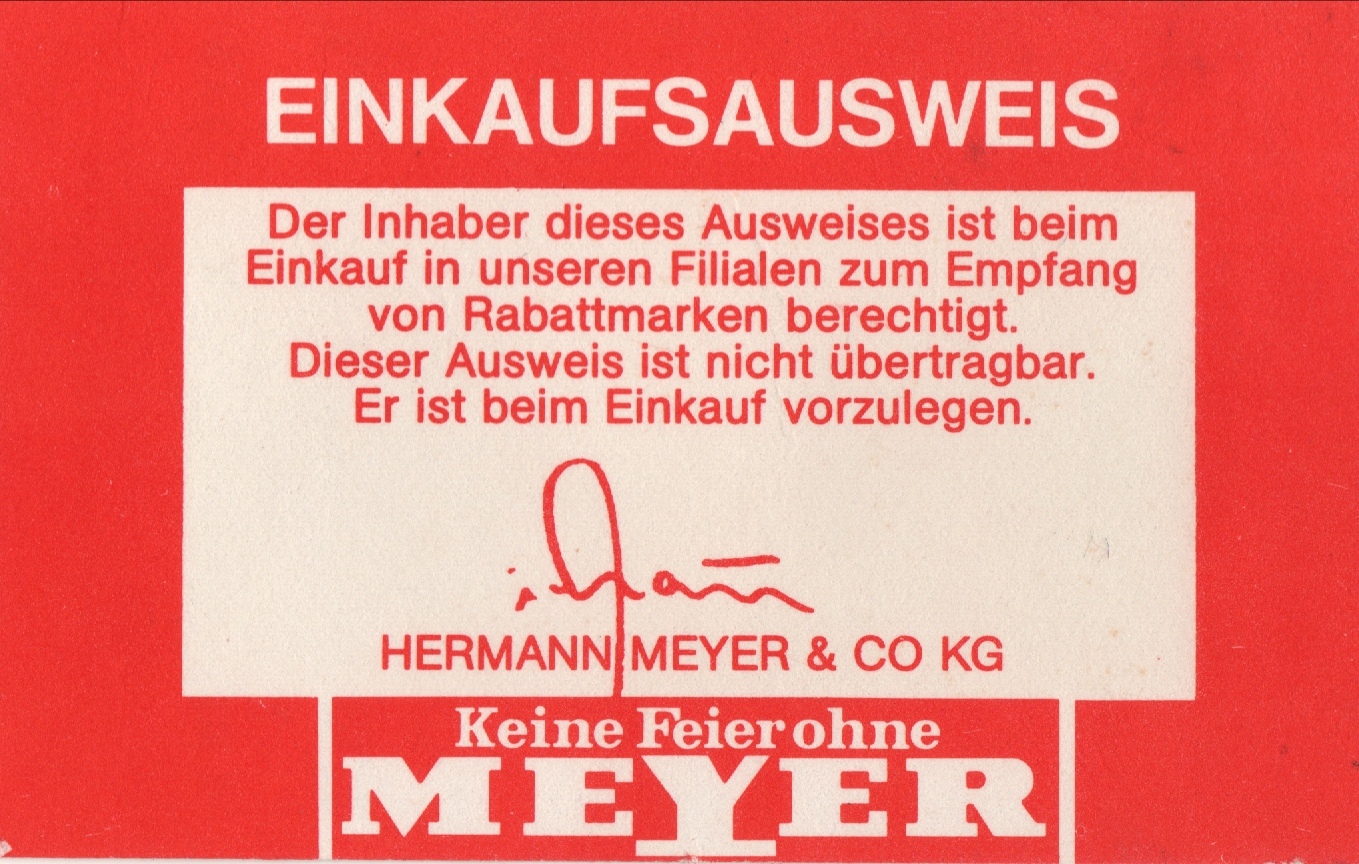
MEYER-Firmenausweis (von vorne)
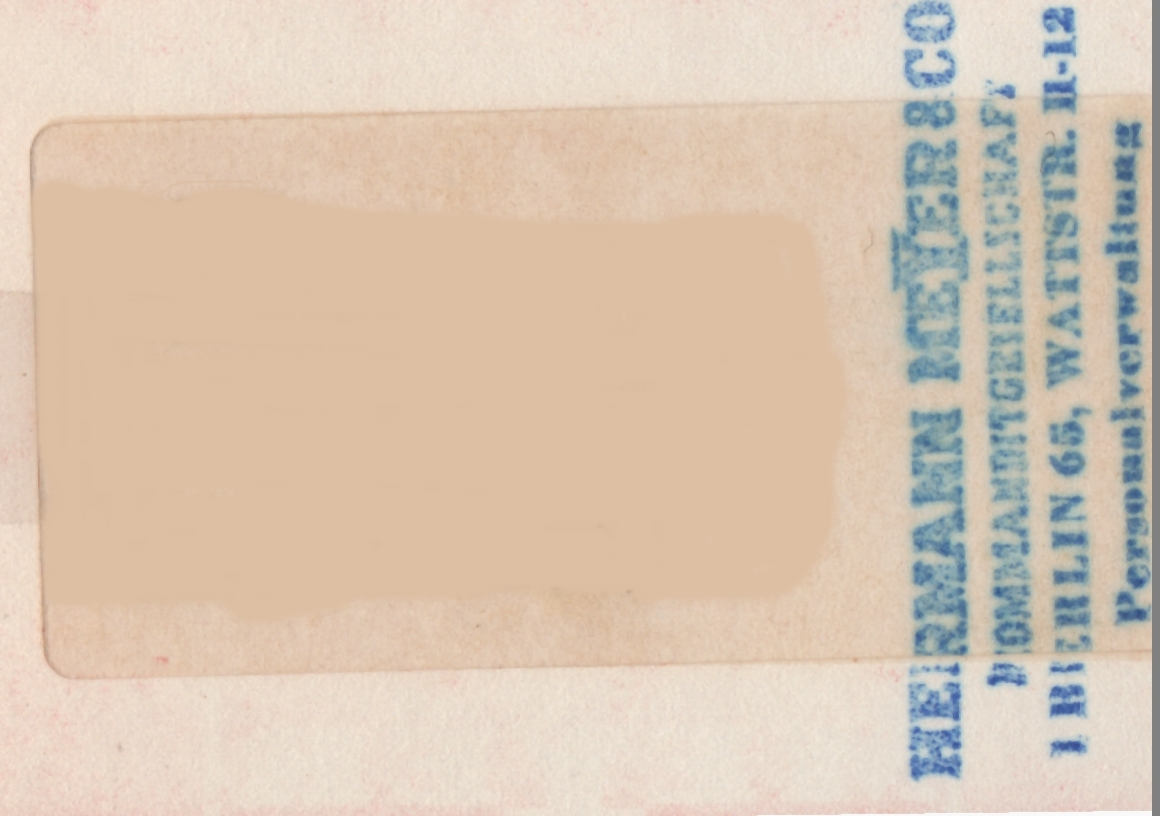
MEYER-Firmenausweis (von hinten)
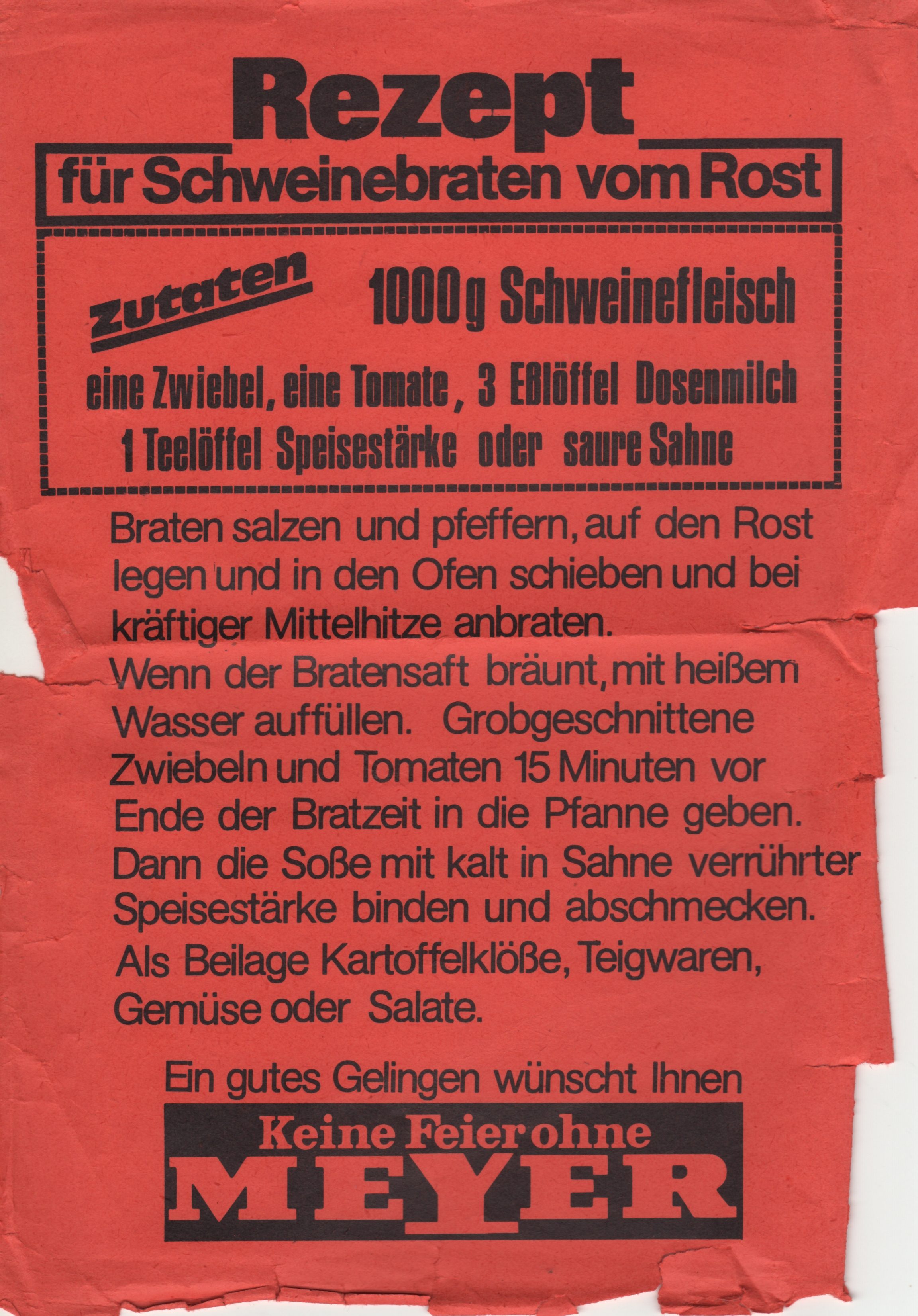
Rezeptidee für Schweinebraten vom Rost

#### Butter Beck vor 1985
Das Unternehmen Butter Beck wurde am 1. Februar 1888 von dem Kaufmann Oskar Beck (1860–1929) gegründet und war früher als Butter-Einzelhandelsgeschäft bekannt. Um das Jahr 1885 eröffnete das erste Buttergeschäft in der Königgrätzer Straße (heute Stresemannstraße) in Berlin, welche 1900 in die Dresdener Straße umzog. Das Unternehmen wurde das erstmalig am 1. März 1898 im Firmenregister eingetragen. Bei einem Zwischenfall mit einem Pferdegespann kam es am 13. Januar 1921 zu Beschädigung in der Filiale in der Dresdener Straße. Das Gespann, das zuvor auf dem Hinterhof in der Straße stand, drehte durch und zerstörte die Glasfront der Schaufenster. 1929 ging Butter Beck an die Söhne Hans, Herbert und Kurt Beck über. Zu diesem Zeitpunkt bestanden bereits 19 Filialen. In der Schwartzsche Villa in Berlin-Steglitz war nach Kriegsende zwischenzeitlich ein Lager eingerichtet. Nach dem Zweiten Weltkrieg verlegte das Unternehmen seinen Hauptsitz aus dem Ostteil der Stadt nach West-Berlin und expandierte unter seinem Leiter Hans Beck weiter. Am 1. Oktober 1952 wurde die Oskar Beck KG im Handelsregister eingetragen. Im Jahr 1964 ging Butter Beck an die Söhne von Hans Beck, Hans-Oskar und Horst Beck über. Ende September 1976 erfolgte die Umbenennung auf Oskar Beck GmbH & Cie. Die Ausgabe von Rabattmarken wurden Ende der 1970er Jahre eingestellt. In den 1970er Jahren befand sich der Hauptsitz des Unternehmens in der Wilhelm-von-Siemens-Straße in Berlin-Mariendorf.

### Von der Gründung bis zur ersten Krise
1985 kam es zum Zusammenschluss der beiden ehemals konkurrierenden Unternehmen, die Kommanditgesellschaft wurde dabei am 15. Mai 1985 offiziell eingetragen. Kurz nach der Wende übernahm Meyer Beck zwei Standorte der DDR-Handelskette HO, darunter den Standort in der Leipziger Straße. Es war mit der Eröffnung am 18. Juli 1990 der erste nach westdeutschem Vorbild eröffnete Supermarkt in der DDR. Ab 1999 suchte man nach einem Lieferanten. Neben dem späteren Gewinner Edeka waren auch die Rewe Gruppe und Spar an dem Auftrag interessiert. Im gleichen Zuge übernahm die Edeka acht Standorte von Meyer Beck.
2003 existierten 53 Filialen mit mehr als 1000 Mitarbeitern. Ab den 1990er Jahren wurde als Slogan Was will man mehr! verwendet. Bereits seit 1997 schrieb das Unternehmen rote Zahlen und befand sich in der Krise. So verzeichnete das Unternehmen 1997 ein Umsatzminus von 5,8 Prozent gegenüber dem Vorjahr. Auch in den Folgejahren gelang es dem Unternehmen nicht, wieder schwarze Zahlen zu schreiben. So sank der Umsatz der Oetker-Sparte Weitere Interessen gegenüber 2002 um 11,6 Prozent auf 448 Millionen Euro. Oetker sah damals das Problem unter anderem bei Meyer Beck („[…] vor allem die Umsatzeinbußen beim Berliner Lebensmitteleinzelhandels-Filialisten Meyer-Beck.“). So sank der Umsatz der Kette vom Jahr 2000 in Höhe von 215 Millionen Euro auf 177 Millionen Euro im Jahr 2001, im Folgejahr lag der Umsatz bei nur noch 138 Millionen Euro. Zu diesem Zeitpunkt war die Mitarbeiteranzahl bereits auf 1141 Stellen gekürzt und fünf Filialen der damals über 50 Märkte geschlossen worden.

### Verkauf und Auflösung
Bereits im Jahr 2003 gab die Dr. Oetker GmbH bekannt, dass man die Tochtergesellschaft aufgrund der hohen Verluste verkaufen wolle. Damals hieß es auf der Bilanzpressekonferenz für 2002 vom Mutterkonzernchef August Oetker: „Meyer-Beck wird 2004 nicht mehr zu uns gehören.“. Das Unternehmen Edeka, das zum damaligen Zeitpunkt Lieferant für die Filialen war, war an keiner Übernahme interessiert. Am 1. Oktober 2004 wurde bekannt, dass die Gesellschaft an die Mema Handelsgesellschaft & Co. KG verkauft werden soll. Der Mutterkonzern wollte damals eine Beteiligung an der neuen Gesellschaft nicht bestätigen.
Nachdem bekannt wurde, dass die Filialen verkauft wurden, sorgten sich viele Mitarbeiter um ihre Beschäftigung. Weder Mitarbeiter noch die Gewerkschaft wussten zum damaligen Zeitpunkt, wer sich hinter dem neuen Eigentümer verbarg. Klar war, dass von 44 Filialen sechs geschlossen werden sollten, die restlichen Filialen sollten in MEMA umgeflaggt werden. Bis zum 31. Dezember 2004 wurden sechs Filialen geschlossen, die restlichen Filialen eröffneten am 4. Januar 2005 erstmals als MEMA. MEMA sollte dabei eine Kurzform von Meyer Markt darstellen, öffentlich publiziert wurde MEMA allerdings als Abkürzung für Mein Markt. Insgesamt fielen durch die Übergabe rund 70 Arbeitsplätze weg, anfangs war nur von 40 Arbeitsplätzen ausgegangen worden.

## Erscheinungsbild

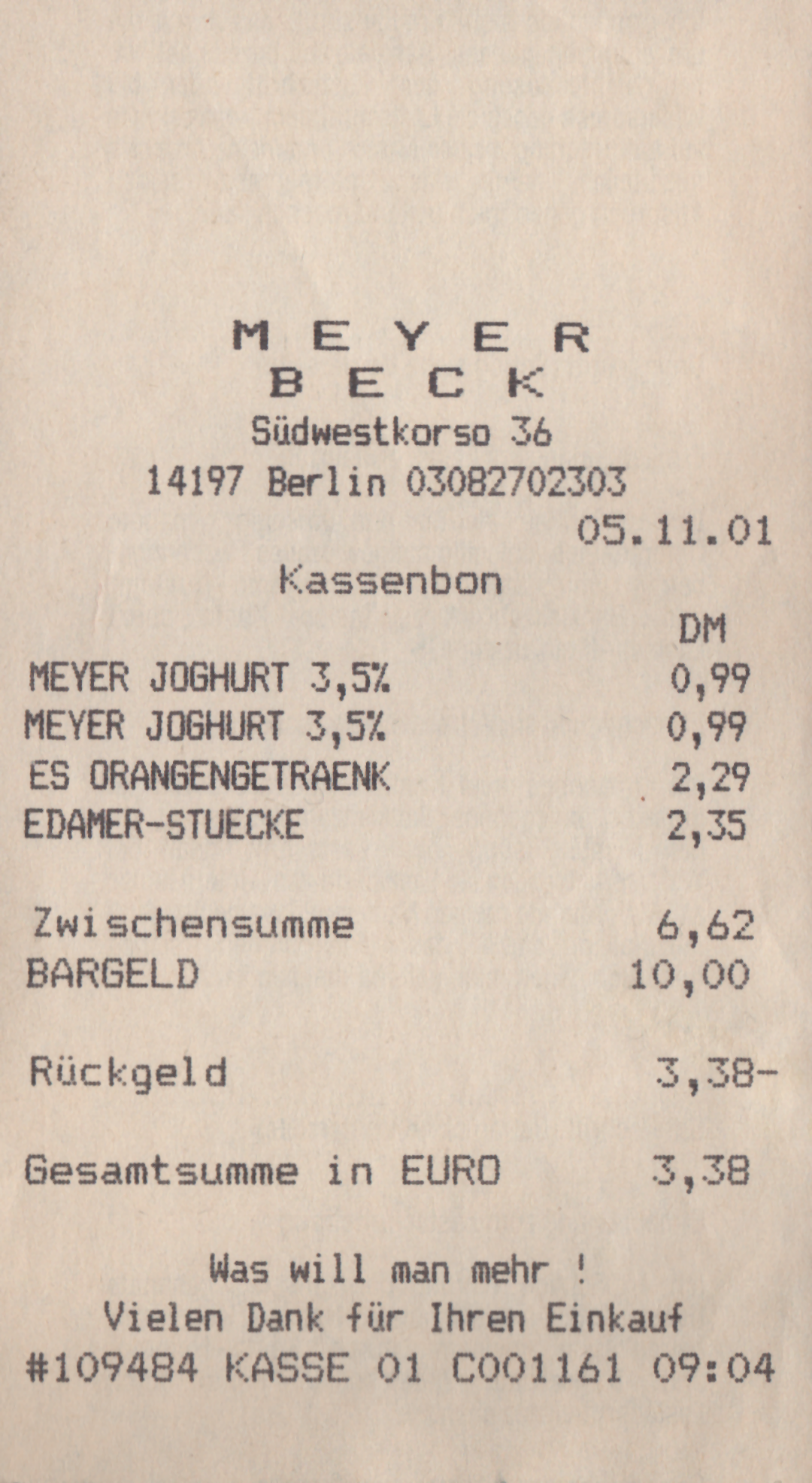
Ein Beispiel eines MEYER BECK-Bons

Das MEYER BECK-Logo ist komplett in Versalien gehalten und verwendet Rot als Kernfarbe. Prägend für das Logo ist der Strich über dem Y, der an den Enden nach oben hin anschrägt. Seit wann das Logo genutzt wurde, ist unklar. MEYER BECKs rotes Logo steht im Gegensatz zum hellen Auftritt des Unternehmens. So wurden, mit einzelnen Ausnahmen, die Prospekte vor allem mit hellen Farbtönen, vornehmlich Weiß- und Blautöne verwendet.
In den Filialen war dieses Leitbild wiederzufinden. So waren die Filialen meist weiß gefliest und hatten kaum dunkle Farbtöne in ihrem Erscheinungsbild. Auch die Kassenbons hatten einen eigenständigen Stil. Das MEYER BECK-Logo war auch hier in der Mitte zentriert und in Versalien geschrieben. Die Buchstaben waren leicht versetzt angeordnet und standen weiter auseinander, als die restlichen Wörter des Bons.
Über die Jahre bürgerte sich der 1924 von der Werbeabteilung erschaffene Slogan Keine Feier ohne Meyer im Berliner Volksmund ein, wobei das Y im Namen Meyer als stilisiertes Sektglas dargestellt wurde. Der Name ist auf das ursprüngliche Unternehmen Meyer zurückzuführen und blieb auch nach Zusammenschluss erhalten. Im Jahr 2006 erschien bei Wiking Modellbau ein Mercedes-Benz L 319 mit dem Aufdruck des historischen Butter Beck-Logos in der Farbe pastelltürkis.

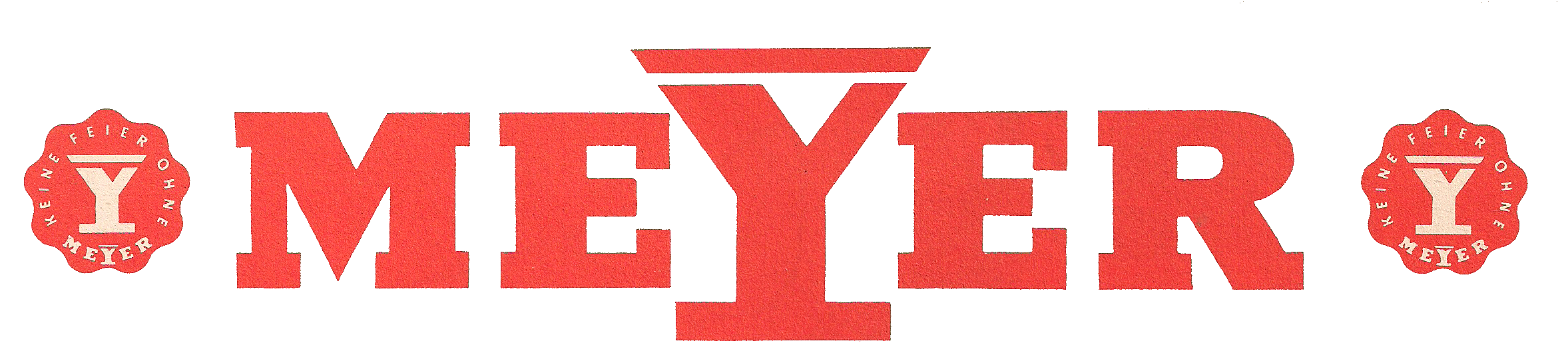
Historisches MEYER-Logo aus den 1960er Jahren
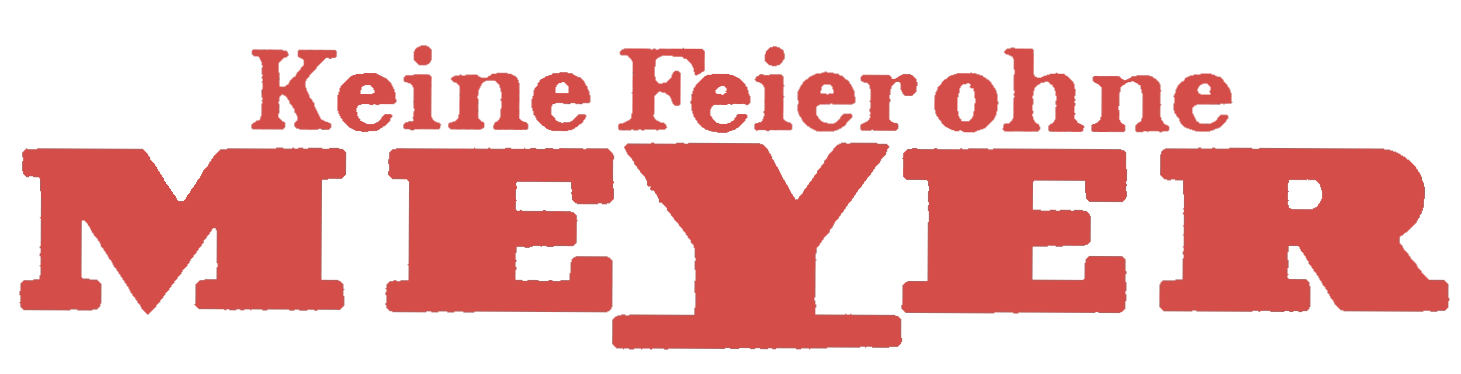
Historisches MEYER-Logo mit Schriftzug Keine Feier ohne aus den 1970er Jahren
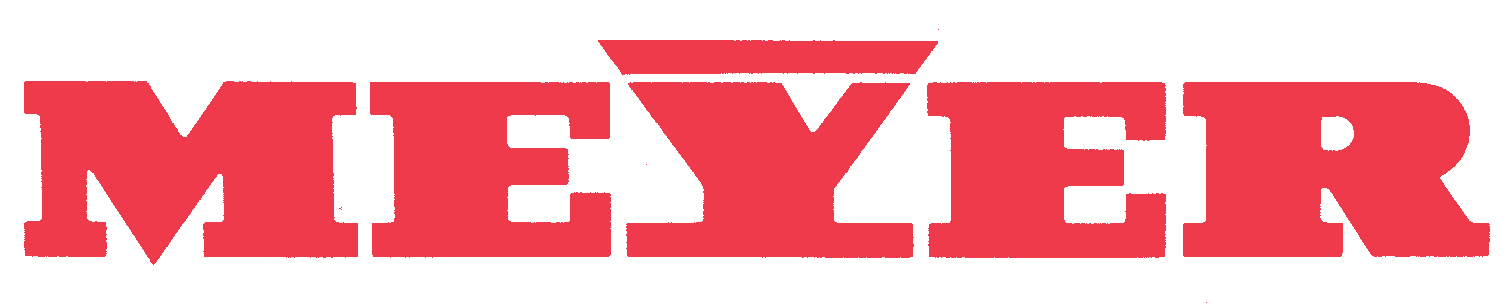
Historisches MEYER-Logo aus den 1970er Jahren
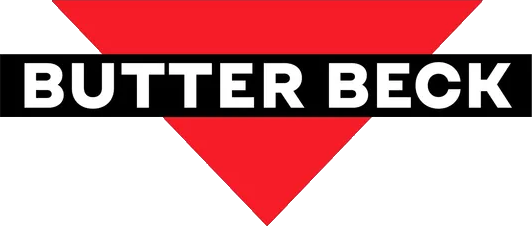
Historisches BUTTER BECK-Logo (um 1985)
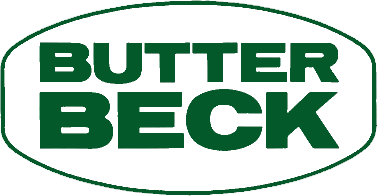
Letztes BUTTER BECK-Logo (um 1988)
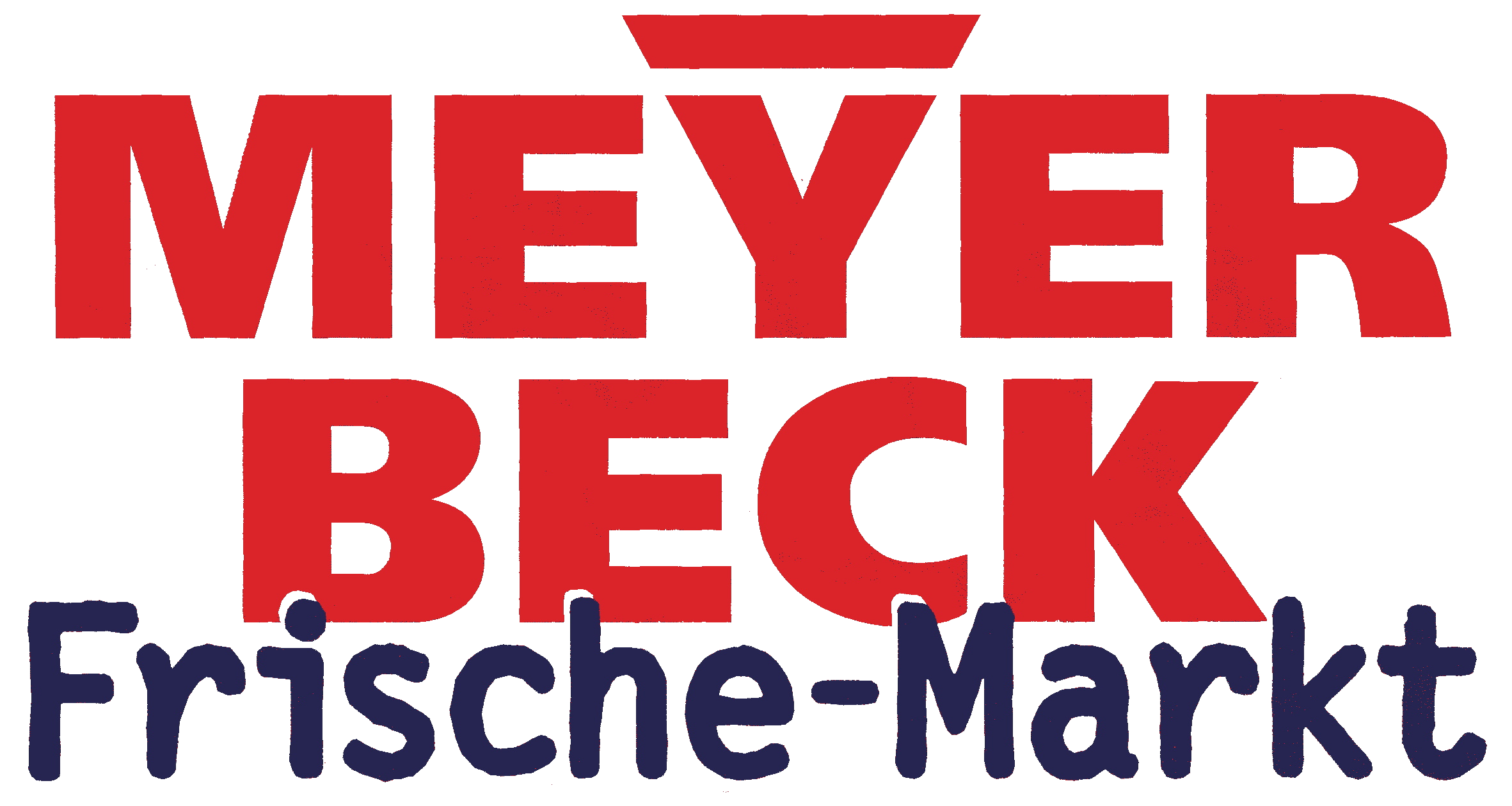
Logo von MEYER BECK mit Frische Markt-Zusatz

## Öffentliche Wahrnehmung

### Modellversuch „Abfallarmer Einkauf“
Ab dem 23. September 1994 nahm das Unternehmen am einjährigen Modellversuch „Abfallsarmer Einkauf“ teil. Dem Kunden sollte die Vorteile von Mehrweggläsern erklärt und die Nachteile von Einwegverpackungen deutlich gemacht werden. Hinweisschilder in den Filialen sollten die Kunden gewissenhaft nahebringen, dass bestimmte Produktverpackungen die Umwelt schädigen.
In zwei Testfilialen (Grellstraße in Berlin-Prenzlauer Berg und Konstanzer Straße in Berlin-Wilmersdorf) wurde dafür das Personal geschult und die Märkte entsprechend umgerüstet. So konnte man sich frische Milch selbst zapfen. Zeitgleich gewann Ende 1995 die Filiale am Halemweg in Berlin-Charlottenburg-Nord beim Wettbewerb „Aktion Mini-Müll“ des Berliner Senats. Die Filiale durfte ab dann deklarieren, dass sie Abfallarm ist. Hier wurde zudem ein Rückgabesystem für Weinflaschen und Korken getestet. Beide Projektergebnisse sollten in die Gestaltung der damals 89 Filialen fließen. Inwieweit dies umgesetzt wurde, ist unklar.

### Regionale Produktion und Bio-Produkte

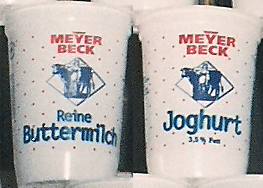
Eigene Marke: Buttermilch- und Joghurtbecher der Marke Meyer Beck im Jahr 1996

Ab April 1996 waren jegliches gelieferte Rindfleisch ausschließlich aus den neuen Bundesländern, vornehmlich aus Brandenburg. Auslöser hierfür war der BSE-Verdacht in Großbritannien, nachdem Irish Beef aus dem Programm genommen wurde. Auch nach einer EU-Entscheidung 1998, dass wieder britisches Rindfleisch importiert werden darf setzte die Kette weiterhin auf regionales Fleisch.
Im Januar 1997 folgte der Schritt beim Schweinefleisch. Hier wurde hingegen lediglich Fleisch aus dem umliegenden Brandenburg bezogen. Ab 1998 setzte Meyer Beck als einer der ersten Supermarktketten auch auf Bioprodukte. Unter der hauseigenen Marke Bio-Brandenburg wurden nur Produkte aus Brandenburg verkauft. Ein Jahr später wurde der Markenname auf Bio verkürzt, um auch aus anderen Bundesländern Produkte anbieten zu können. Im Zuge der Einkaufskooperation mit der Edeka fand im Frühjahr 2000 die Biohandelsmarke des Einkaufspartners Platz in den Regalen, die Meyer Beck-Biohandelsmarke verschwand.

### Weiteres
Bedingt durch Filialschließungen bei der Deutschen Post kam es in Berlin unter anderem zur Kooperation mit Meyer Beck. So wurden 1997 in der Filiale Angerburger Allee 45 in Berlin-Charlottenburg, 1998 in den Filialen Hildburghauser Straße 3a in Berlin-Tempelhof und Hocksteinweg 20 in Berlin-Zehlendorf sowie 1999 in der Filiale Trabener Straße 2 in Berlin-Wilmersdorf Postfilialen eröffnet, wofür eigenständige Postfilialen aufgegeben wurden.
Anfang 2001 wurde bekannt, dass in einer Wurstsorte, die bei Meyer Beck produziert, Rindfleisch enthalten war, obwohl keins auf der Zutatenliste deklariert war. Nachdem Anfang Juni 2003 der Meyer Beck-Markt in der Prinz-Friedrich-Leopold-Straße in Berlin-Nikolassee geschlossen wurde und den Anwohnern keine Alternative gegeben war, richtete der Konzern einen Bringdienst ein, der ab 30 € Bestellwert sogar kostenlos lieferte.

## Filialen
Butter Beck startete 1888 mit einem Standort, bis 1893 wurden zwei weitere Filialen geöffnet. Zum zehnjährigen Jubiläum im Jahr 1898 bestanden vier, 1903 waren es sieben, 1908 bereits neun Geschäfte. Als das Unternehmen 25 Jahre bestand, waren 12 Filialen in Betrieb. 1924 hatte Meyer berlinweit 268 Filialen. 1930 lag die Zahl der Meyer-Filialen bei 600.
Trotz des späteren Zusammenschlusses zu MEYER BECK nahm ab 1941 die Filialanzahl stetig ab. In den 1960er-Jahren waren nur noch rund ein Fünftel der Filialen während des Zweiten Weltkrieges erhalten. Beim Verkauf des Unternehmens Ende 2004 waren lediglich noch 38 Filialen vorhanden, die nach und nach geschlossen oder an Mitbewerber weitergereicht wurden.
| Zeitpunkt         | Anzahl der Filialen |
| ----------------- | ------------------- |
| 1890              | 1                   |
| 1941              | 641                 |
| 1959              | 139                 |
| 1965              | 120                 |
| 1996              | 89                  |
| August 2000       | 65                  |
| Mitte 2003        | 53                  |
| Anfang 2004       | 44                  |
| 31. Dezember 2004 | 38                  |

### Verbleib der Filialen
Viele der Filialen wurden nach der Umbenennung in MEMA nach und nach ebenfalls geschlossen. 2008 betrieb MEMA nur noch 24 Filialen, 20 Filialen wurden ab 2008 zu Kaiser’s-Filialen, die seit 2017 zum Teil als Edeka und zum Teil als Rewe firmieren. Folgend eine Übersicht:

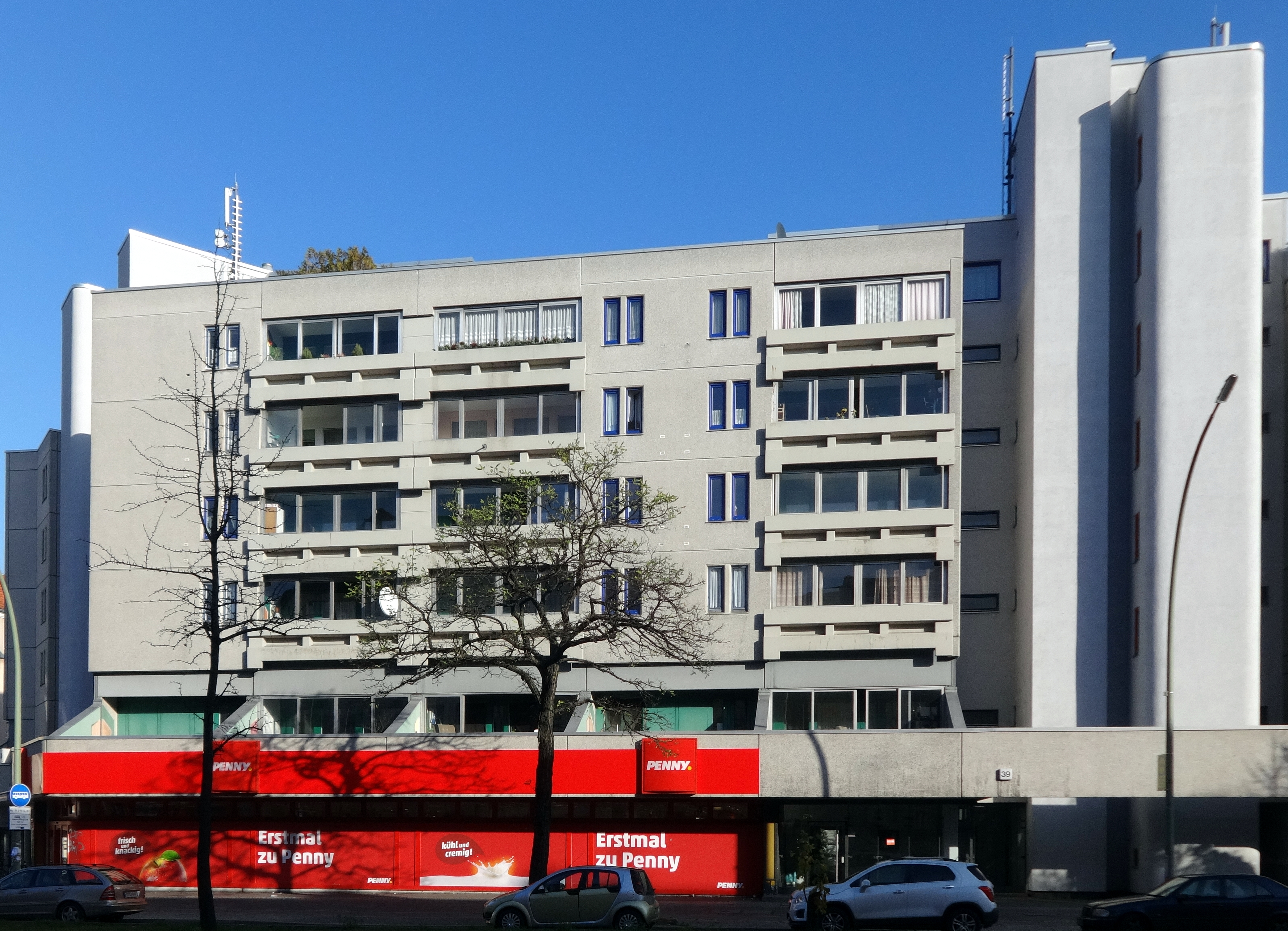
Die ehemalige MEYER-BECK-Filiale in der Berliner Dominicusstraße (heute Penny)
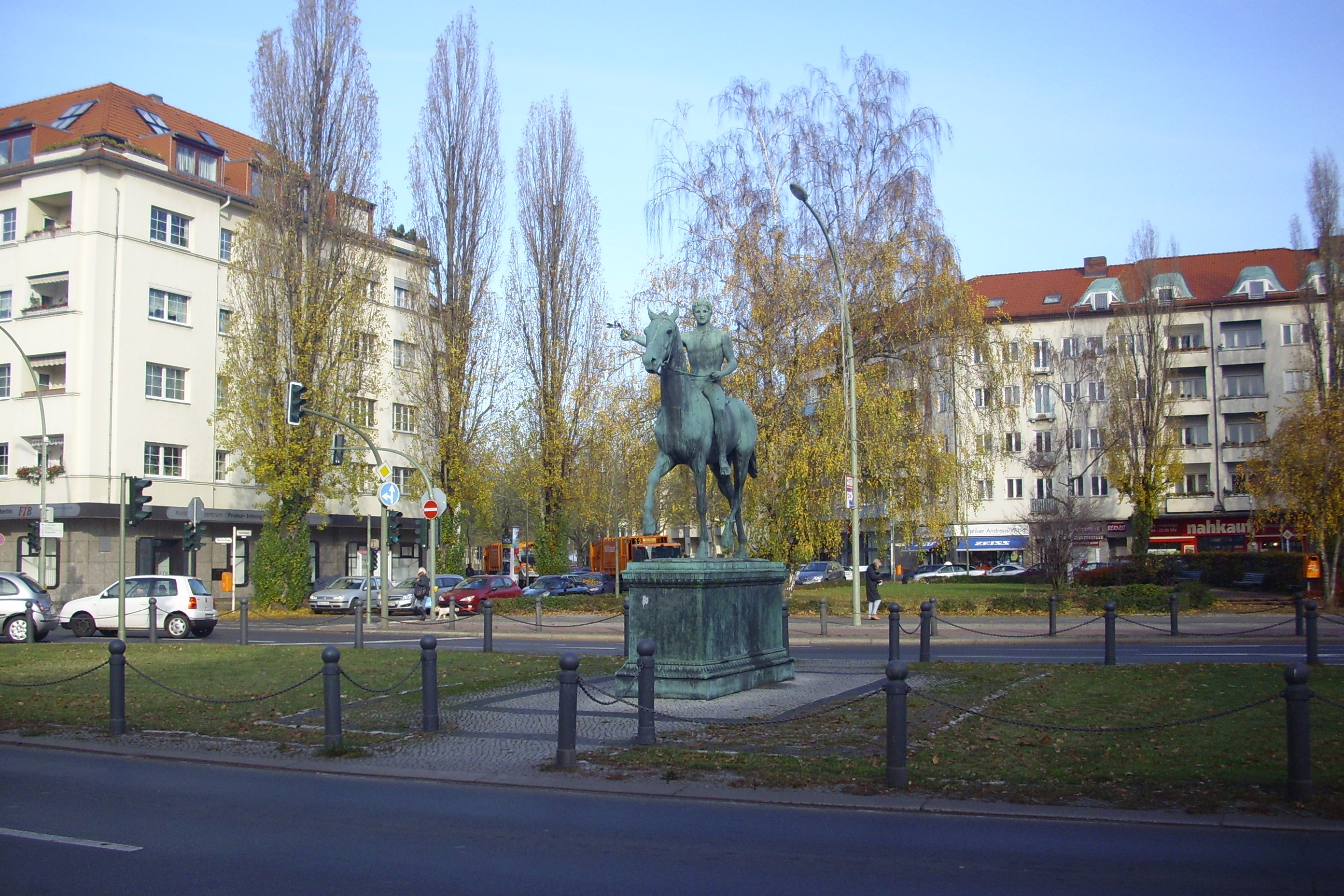
Der Steubenplatz in Berlin-Westend mit der heutigen nahkauf-Filiale
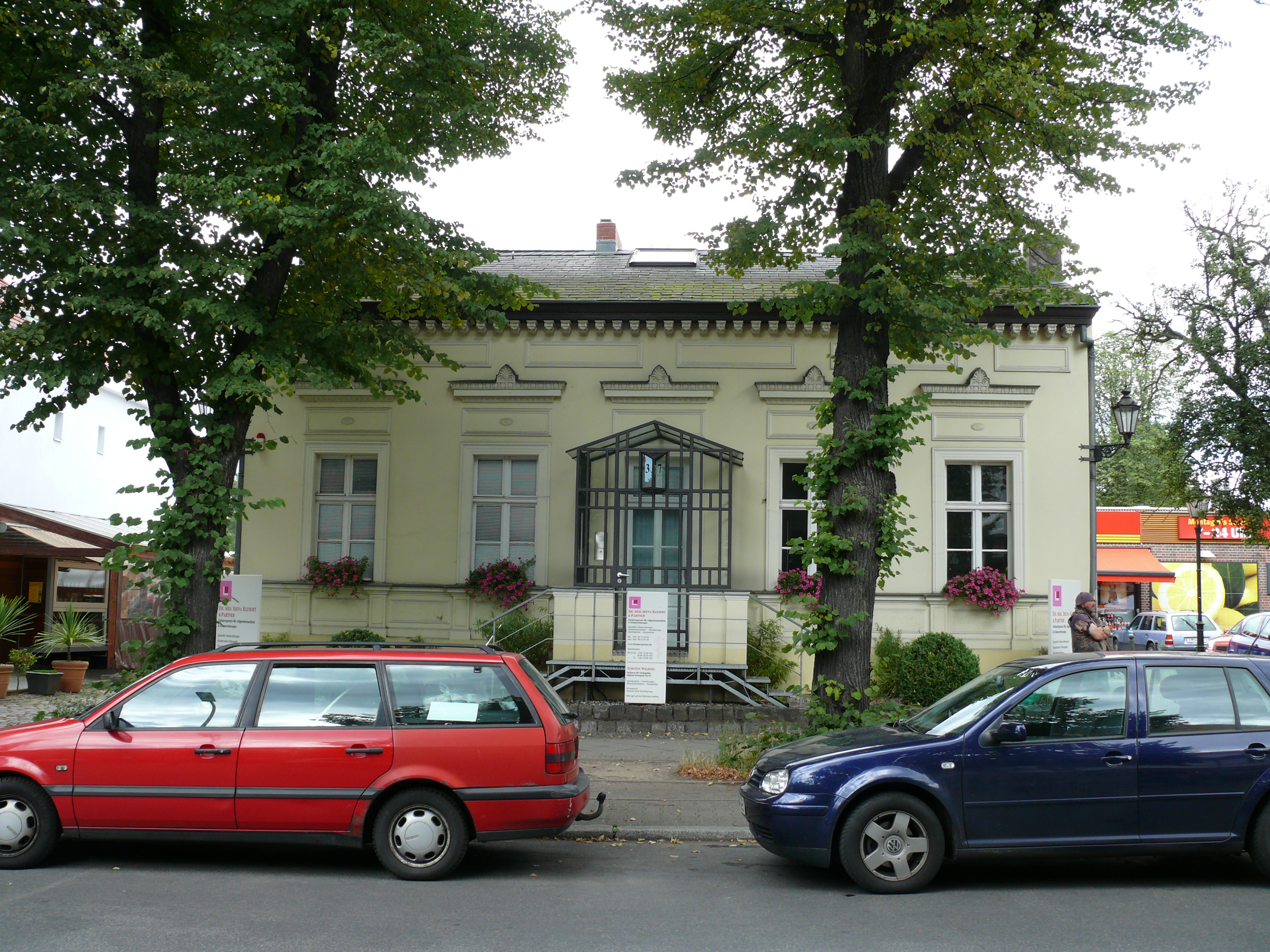
Königin-Luise-Straße 37, rechts im Bild eine Kaiser’s-Filiale (damals MEYER BECK)

| Anschrift                                     | Stadt/Ortsteil                    | Ab 2005           | Ab 2008               | 2015                     | Ab 2017                       | Bemerkung                                                                                              |
| --------------------------------------------- | --------------------------------- | ----------------- | --------------------- | ------------------------ | ----------------------------- | --- |
| Leipziger Straße 42                           | 10117 Berlin-Mitte                | MEMA              | Multipolster          | Multipolster             | Lidl (seit 21. Dezember 2017) | Eröffnung erfolgte am 18. Juli 1990 um 8:00 Uhr. Bereits vor dem 27. Juni 2005 aufgegebener MEMA-Markt |
| Heinrich-Heine-Platz 8–12                     | 10179 Berlin-Mitte                | MEMA              |                       |                          |                               | |
| John-Schehr-Straße 20–24                      | 10407 Berlin-Prenzlauer Berg      | MEMA              |                       | Kaiser’s                 | Rewe                          | |
| Otto-Suhr-Allee 105                           | 10585 Berlin-Charlottenburg       | MEMA              |                       | Kaiser’s                 | Edeka                         | |
| Wilmersdorfer Straße 32                       | 10585 Berlin-Charlottenburg       |                   |                       |                          |                               | Bereits vor dem 29. November 2004 aufgegebener MEYER BECK-Markt                                        |
| Konstanzer Straße 53                          | 10707 Berlin-Wilmersdorf          | MEMA              |                       | Kaiser’s                 | Rewe                          | |
| Kurfürstendamm 140                            | 10709 Berlin-Halensee             | MEMA              |                       | Kaiser’s                 | Rewe                          | |
| Viktoria-Luise-Platz 10                       | 10777 Berlin-Schöneberg           | MEMA              |                       | Kaiser’s                 | Edeka                         | |
| Ansbacher Straße 18–20                        | 10787 Berlin-Schöneberg           | MEMA              | Rossmann              | Rossmann                 | Rossmann                      | Bereits vor dem 4. April 2005 aufgegebener MEMA-Markt                                                  |
| Dominicusstraße 37                            | 10827 Berlin-Schöneberg           | MEMA              | Penny                 | Penny                    | Penny                         | Bereits vor Juli 2008 aufgegebener MEMA-Markt                                                          |
| Alt-Tempelhof 31–35                           | 12103 Berlin-Tempelhof            |                   | Bio Company           |                          |                               | Bereits vor dem 25. Oktober 2004 aufgegebener MEYER BECK-Markt                                         |
| Dardanellenweg 50                             | 12109 Berlin-Mariendorf           | MEMA              |                       | nahkauf                  | nahkauf                       | |
| Birkbuschstraße 64                            | 12167 Berlin-Steglitz             | MEMA              |                       | Frick Fachmarkt          | Frick Fachmarkt               | jetzt Horst Lehmann Getränkemarkt                                                                      |
| Brieger Straße 1                              | 12249 Berlin-Lankwitz             | MEMA              | Kaiser’s              | Kaiser’s                 | Edeka                         | |
| Hildburghauser Str. 3                         | 12279 Berlin Marienfelde          | Norma             |                       |                          | Ab 2020 Aldi                  | Bereits 2001 aufgegebener MEYER BECK Markt                                                             |
| Konrad-Wolf-Straße 12                         | 13055 Berlin-Alt-Hohenschönhausen | Netto             | Netto                 | Netto                    | Netto                         | Bereits Anfang 2003 aufgegebener MEYER BECK-Markt                                                      |
| Residenzstraße 31                             | 13409 Berlin-Reinickendorf        | MEMA              | Bolu                  | Bolu                     | Bolu                          | Bereits vor Juli 2008 aufgegebener MEMA-Markt                                                          |
| Senftenberger Ring 13                         | 13439 Berlin-Wittenau             | MEMA              |                       | dm                       | dm                            | |
| Welfenallee 3–7                               | 13465 Berlin-Frohnau              | MEMA              | Deutsche Bank         | Deutsche Bank            | Deutsche Bank                 | Bereits am 23. Dezember 2005 aufgegebener MEMA-Markt                                                   |
| Gorkistraße 16–18                             | 13507 Berlin-Tegel                | MEMA              |                       | Kaiser’s                 | Edeka                         | Abriss Tegel-Center 2017                                                                               |
| Breite Straße 25                              | 13597 Berlin-Spandau              |                   |                       |                          |                               | Bereits am 4. August 1995 aufgegebener MEYER BECK-Markt                                                |
| Halemweg 17–19                                | 13627 Berlin-Charlottenburg       |                   | Netto Marken-Discount | Netto Marken-Discount    | Netto Marken-Discount         | Bereits vor dem 25. Oktober 2004 aufgegebener MEYER BECK-Markt                                         |
| Steubenplatz 3–5                              | 14050 Berlin-Westend              | MEMA              |                       | nahkauf                  | nahkauf                       | Bereits vor dem 5. September 2005 aufgegebener MEMA-Markt                                              |
| Reichsstraße 10                               | 14052 Berlin-Westend              | MEMA              | eo Biosupermarkt      | Bio Company              | Bio Company                   | Bereits vor Mai 2005 aufgegebener MEMA-Markt                                                           |
| Angerburger Allee 45                          | 14055 Berlin-Westend              | MEMA              |                       | Kaiser’s                 | Rewe                          | |
| Wilhelmplatz 5                                | 14109 Berlin-Wannsee              |                   | Kaiser’s              |                          |                               | Bereits vor dem 25. Oktober 2004 aufgegebener MEYER BECK-Markt                                         |
| Breisgauer Straße 17                          | 14129 Berlin-Nikolassee           | MEMA              |                       | Basic                    | Basic                         | |
| Prinz-Friedrich-Leopold-Straße                | 14129 Berlin-Nikolassee           |                   |                       |                          |                               | Bereits Anfang Juni 2003 aufgegebener MEYER BECK-Markt                                                 |
| Fischerhüttenstraße 68                        | 14163 Berlin-Zehlendorf           | MEMA              |                       | Kaiser’s                 | Rewe                          | Seit dem 18. Mai 2021 Edeka                                                                            |
| Hocksteinweg 20                               | 14165 Berlin-Zehlendorf           | Leerstehend       | Abriss                | Neu erbautes Wohngebäude | Neu erbautes Wohngebäude      | Bereits vor 2004 aufgegebener MEYER BECK-Markt                                                         |
| Ludwigsfelder Straße 53                       | 14165 Berlin-Zehlendorf           | Getränke Hoffmann | Getränke Hoffmann     | Getränke Hoffmann        | Getränke Hoffmann             | Bereits vor dem 15. November 2004 aufgegebener MEYER BECK-Markt                                        |
| Sundgauer Straße 109                          | 14167 Berlin-Zehlendorf           | MEMA              | Edeka Reichelt        | Edeka Reichelt           | Edeka                         | Bereits vor dem 5. September 2005 aufgegebener MEMA-Markt                                              |
| Berliner Straße 78–88                         | 14169 Berlin-Zehlendorf           | MEMA              |                       | Kaiser’s                 | Rewe                          | |
| Teltower Damm 13                              | 14169 Berlin-Zehlendorf           | MEMA              | Bio Company           | Bio Company              | Bio Company                   | Bereits vor dem 5. September 2005 aufgegebener MEMA-Markt                                              |
| Wilskistraße 47B                              | 14169 Berlin-Zehlendorf           | MEMA              | Aldi                  | Aldi                     | Aldi                          | Bereits Anfang 2007 aufgegebener MEMA-Markt                                                            |
| Salzbrunner Straße 18–20                      | 14193 Berlin-Schmargendorf        | MEMA              |                       | Kaiser’s                 | Edeka                         | |
| Trabener Straße 2                             | 14193 Berlin-Schmargendorf        | MEMA              |                       | Kaiser’s                 | Edeka                         | |
| Königin-Luise-Straße 37                       | 14195 Berlin-Dahlem               | MEMA              |                       | Kaiser’s                 | Rewe                          | |
| Südwestkorso 36                               | 14197 Berlin-Wilmersdorf          | MEMA              | Kaiser’s              | Kaiser’s                 | Rewe                          | |
| Marienbader Straße 9                          | 14199 Berlin-Schmargendorf        | MEMA              | Getränke Hoffmann     | Getränke Hoffmann        | Getränke Hoffmann             | Bereits vor April 2007 aufgegebener MEMA-Markt                                                         |
| Rudolf-Breitscheid-Straße 29                  | 14482 Potsdam                     | MEMA              |                       | Kaiser’s                 | Edeka                         | |
| Dammstraße 7 A / Ecke Oranienburger Straße 18 | 14641 Nauen                       | MEMA              |                       | Netto                    | Netto                         | Bereits vor dem 30. Januar 2006 aufgegebener MEMA-Markt                                                |
| Logenstraße 8 (Einkaufszentrum Oderturm)      | 15230 Frankfurt (Oder)            | MEMA              |                       |                          |                               | |
| Am Markt 5–6 (Rathaus-Center)                 | 15517 Fürstenwalde/Spree          | MEMA              |                       |                          |                               | |
| Fichtestraße (Wildau-Center)                  | 15745 Wildau                      | MEMA              |                       |                          |                               | |
| Einkaufszentrum Heidewald                     | 16227 Eberswalde                  | MEMA              |                       |                          |                               | |
| Berliner Straße 27                            | 16540 Hohen Neuendorf             | MEMA              |                       |                          | Dänisches Bettenlager         | |
| Am Marktplatz 3                               | 16727 Velten                      | MEMA              | Leerstehend           | Leerstehend              | Leerstehend                   | Bereits zum 31. März 2006 aufgegebener MEMA-Markt                                                      |
| Rigaerstraße 2                                | 16761 Hennigsdorf                 | MEMA              | Netto                 | Netto                    | Netto                         | Bereits zum 30. Dezember 2006 aufgegebener MEMA-Markt                                                  |

## Tochterunternehmen

### Famila Berlin
Über die Famila Handelsmarkt GmbH & Co Betriebs KG betrieb Meyer Beck von Januar 1993 bis Juli 2001 neun großflächige SB-Warenhäuser in Berlin und den neuen Bundesländern, die an Kaufland verkauft wurden und heute als Kaufland-Standorte flaggen.

### Mönkeländer Fleischwaren
Die Tochtergesellschaft Mönkeländer Fleischwarenfabrik GmbH & Co. KG war für die Fleisch- und Wurstproduktion für die Filialen zuständig. Ende 2004 wurde das Unternehmen aufgelöst, alle Mitarbeiter entlassen.

## Trivia
Nach dem Tod von Hans-Oskar Beck im Jahr 2006, der bis kurz nach der Verschmelzung der beiden Konkurrenten einer der Geschäftsführer von Butter Beck war, ging sein Vermögen an die Beck’sche Stiftung. Die Stiftung, unter Leitung seines Neffens Clemens Beck, unterstützt verschiedene andere Stiftungen, darunter die Kurt-Hahn-Stiftung, die Deutsche Herzstiftung und die Deutsche Stiftung Denkmalschutz.